# Aeroportul Quthing
Aeroportul Quthing (IATA: UTG, ICAO: FXQG) este un aeroport din Districtul Quthing, Lesotho ce deservește zona Quthing. A fost numit după zona deservită.
Situat la o altitudine de 1.631 m, aeroportul dispune de o singură pistă.